# Santa Croce del Sannio
Santa Croce del Sannio est une commune italienne de la province de Bénévent, dans la région Campanie.

## Administration
| Période                                  | Période | Identité | Étiquette | Qualité |
| ---------------------------------------- | ------- | -------- | --------- | ------- |
|                                          |         |          |           |         |
| Les données manquantes sont à compléter. |         |          |           |         |

### Communes limitrophes
Castelpagano, Cercemaggiore, Circello, Morcone

## Personnalités
- Girolamo Vitelli (1849-1935), universitaire et helléniste